# Place de la Trémoille
La place de la Trémoille est une place de Laval.

## Situation et accès
Elle se trouve dans le centre-ville, entre le château et la cathédrale.

## Origine du nom
Elle porte le nom de la famille de la Trémoïlle, à laquelle le comté de Laval appartient de 1601 à 1792.

## Historique
La place de la Trémoille est l'un des plus vieux endroits de Laval et elle fut par ailleurs la place principale de la ville avant d'être remplacée dans ce rôle par la place du 11-Novembre, aménagée au début du XIXe siècle. Elle s'est autrefois appelée « place au blé » et « place du Palais » et c'était le lieu des exécutions publiques sous l'Ancien Régime. Les 14 martyrs de Laval y ont été guillotinés le 21 janvier 1794.
Le château de Laval, autour duquel la ville est née, est construit une première fois vers 1020. Son enceinte en terre couvre un espace bien plus grand que le château actuel, et atteint l'actuelle cathédrale. La place de la Trémoille se trouve donc à l'intérieur des murs.
Les marchés de Laval ont d'abord lieu à l'extérieur des murs, mais la population augmente et, pour des raisons de commodité, ils sont transférés dans la ville. L'actuelle place de la Trémoille reçoit donc des halles. Celles-ci sont détruites entre 1420 et 1430, puis reconstruites vers 1450. La galerie Renaissance du Château Neuf est construite au XVIe siècle sur le côté oriental de la place.
La place change d'aspect au XIXe siècle. D'abord, le minage est transféré place du 11-Novembre et il fait place à une école en 1839 (l'immeuble est devenu le tribunal de commerce par la suite). Ensuite, la rue Daniel-Œhlert et la rue des Déportés, percées vers 1860, permettent respectivement l'ouverture de la place vers la cathédrale et vers la place du 11-Novembre. Les halles du XVe siècle disparaissent en 1852. Elles sont remplacées par un nouveau bâtiment en fer à cheval, lui-même détruit dans les années 1880, pour laisser place à la rue Charles-Landelle, percée en 1888. Cette dernière seconde la rue Daniel-Œhlert en reliant directement la place de la Trémoille à la place Hardy-de-Lévaré, située devant la cathédrale. Les deux voies étant très rapprochées, les bâtiments situés entre elles font place à un square planté, la « place des Acacias », qui vient agrandir la place de la Trémoille.

## Bâtiments remarquables et lieux de mémoire
- Le Château de Laval, avec le Château Neuf et sa galerie Renaissance.
- Pavillon d'entrée du XVIIe siècle du Château Vieux médiéval.
- Immeuble Maistre Julien Briand, construction à pans de bois du XVIe siècle. Plusieurs autres constructions similaires sont aussi visibles autour de la place.
- Maison de la Bazoche, construite en 1615, attribuée à l'architecte Étienne Corbineau.
- Fontaine du Palais, construite en 1741, puis rasée.